# جون دولمايان
جون دولمايان (بالإنجليزية: John Dolmayan)‏ ولد في (تموز 15 ,1973) هو طبال ومؤلف أغاني أمريكي ولد في لبنان، وهو معروف لكونه الطبال للفرقة الموسيقسة سيستم اوف آ داون، دولمايان أيضا معروف لكونه الطبال في فرقة سكارس اون برودواي.
عزفه القوي خلال حفلات الغناء مع سيستم اوف آ داون ادى إلى ظهور صورته أكثر، فقد تم تسجيله في لائحة لاود واير لافضل 66 طبال وقد حل دولمايان أيضا في لائحة أفضل طبالين الميتال وقد حصل على المرتبة 31.

## حياته
ولد جون دولمايان في بيروت، لبنان لعائلة لبنانية ارمنية الاصل. خلال الحرب الاهلية في لبنان، تم عن طريق الخطأ اطلاق رصاصة اصابت سريره، فقد قررت العائلة بعد هذه الحادثة الانتقال للعيش في تورنتو، كندا لكن بعد وقت قصير انتقلت العائلة للعيش في كاليفورنيا، الولايات المتحدة.
لقى الطبل اعجاب دولميان في الثانية من عمره. والده كان عازف ساكسفون وكانت والدته تصطحبه إلى بعض العروض وكان يشد انتباهه الطبول فقد كان يقلده بصورة نظرية. بدأ دولمايان يتمرن على قرع الطبول يوميا لمدة تتراوح بين 4-6 ساعات، «لقد قمت بقرع الطبول لسنوات طويلة، لقد أنشأت اسلوبي الخاص عن طريق القرع للعديد من الانواع المختلفة من الموسيقى، كنت اقرع لكل ما جاء بين يدي شاملا ما كان لدى ابي من البومات جاز إلى البومات الروك لدى اصدقائي».
دولمايان كان من اشد المعجبين بكيث مون قارع الطبول في فرقة ذا هو ومن بعده جائوا جون بونهام من فرقة ليد زيبلين، ستيوارت كوبلاند من فرقة ذا بوليس ومن فرقة رش نييل بيرت ‏.

## سيستم اوف آ داون
دولمايان انضم لفرقة سيستم اوف ا داون بعد ان كسر آندي خشاتوريان يده واعتزل مكانه في الفرقة  كقارع الطبول وذلك كان عام 1997.
دولمايان سجل خمسة البومات مع سيستم اوف آ داون وهم:
1. سيستم اوف آ داون 1998
2. توكسي سيتي  [لغات أخرى]‏ 2001
3. ستيل ذيس البوم  [لغات أخرى]‏ 2002
4. ميزمرايس 2005
5. هيبنوتايس 2005

حاز دولمايان على جائزة أفضل قارع طبول لسنة 2006 من مجلة درام! ‏ وقد كانت هذة جائزة عامل مهم في عروضهم في شهر سبتمبر من ذلك العام.
·        عام 2002 تم ترجيح سيستم اوف آ داون لجائزة جرامي لافضل اداء لاغنية شب سوي (chop suey! ‏)
·        عام 2006 حازت فرقة سيستم اوف آ داون على جائزة ام تي في لاغنية كوسشن (question!)
·        عام 2006 ربح دولمايان في مجلة درام! كافضل مؤدي للعام وايضا ربح جائزة أفضل قارع طبول للروك البديل للعام.
·        عام 2006 حازت الفرقة على أفضل اداء في الروك الصاخب جائزة جرامي لاغنية (ب.ي.و.ب.)·        عام 2006 كانت أغنية توكسي سيتي في المركز #14 على قناة في اتش1 لافضل 40 أغنية ميتال
·        عام 2007 كانت سيستم اوف آ داون مرجحة لجائزة جرامي لاغنية (lonely day) ‏.

## سكارس اون برودواي
بعد ان توقف أعضاء فرقة سيستم اوف آ داون عن الآداء معا، اتحد دولمايان مع دارون ملاكيان (عازف الجيتارة في فرقة سيستم اوف آ داون) ليشكلوا فرقة جديدة اسمها سكارس اون برودواي ‏ وقد سجلوا البومهم الأول في 2007 و 2008 وقد تم إصدار الالبوم في صيف 2008 وكان على الفرقة ان تبدأ العروض في شهر أكتوبر حتى تم الغائها فجأة من قبل ملاكيان.
في أغسطس 2009 سافر أعضاء الفرقة إلى العراق للعرض في معسكرات الجيش الأمريكي هناك.
سكارس اون برودواي اتحدت مرة أخرى في 2010 وخططوا لاداء عرض في لوس انجلس في أغسطس 2010.

## روابط خارجية
- جون دولمايان على موقع IMDb (الإنجليزية)
- جون دولمايان على موقع ميوزك برينز (الإنجليزية)
- جون دولمايان على موقع أول ميوزيك (الإنجليزية)
- جون دولمايان على موقع ديسكوغز (الإنجليزية)
- جون دولمايان على موقع قاعدة بيانات الفيلم (الإنجليزية)